# Dagmar : L'Âme des Vikings
Dagmar : L'Âme des vikings (Flukt) est un film norvégien réalisé par Roar Uthaug, sorti en 2012.

## Synopsis
Dix ans après les ravages de la peste noire dans le pays, une famille de paysans est en route vers de nouvelles contrées et de meilleures conditions de vie. Alors qu'ils franchissent un col de montagne désert, ils sont attaqués par une bande de hors-la-loi qui épargnent leur fille de 19 ans, Signe. Elle est faite prisonnière et amenée au camp des brigands. Elle apprend là-bas que le sort qui lui est réservé est pire que la mort et que son seul salut est de trouver un moyen de s'enfuir

## Fiche technique
- Titre original : Flukt
- Titre français : Dagmar : L'Âme des vikings
- Réalisation : Roar Uthaug
- Scénario : Thomas Moldestad
- Costumes : Kjell Nordström
- Photographie : John Christian Rosenlund
- Montage : Christian Siebenherz
- Musique : Magnus Beite
- Pays d'origine : Norvège
- Format : Couleurs - 35 mm - 2,35:1
- Genre : action et thriller
- Durée : 78 minutes
- Date de sortie : 2012

## Distribution
- Isabel Christine Andreasen : Signe
- Ingrid Bolsø Berdal : Dagmar
- Milla Olin : Frigg
- Tobias Santelmann : Arvid
- Bjørn Moan : Loke
- Gaahl : Grim
- Martin Slaatto : Brynjar
- Richard Skog : Skjalg
- Hans Jacob Sand : Trygve
- Hallvard Holmen : Far
- Iren Reppen : Mor
- Eirik Holden Rotheim : Tormod
- Clara Lien Sunde : la fille de Dagmar

## Distinction

### Sélection
- Festival international du film fantastique de Gérardmer 2013 : sélection hors compétition